# Thamnobryum confertum
Thamnobryum confertum là một loài Rêu trong họ Neckeraceae. Loài này được (Mitt.) H. Rob. miêu tả khoa học đầu tiên năm 1974.